# Snowpiercer
Snowpiercer ist ein Science-Fiction-Action-Drama aus dem Jahr 2013, der auf den französischen Comics Schneekreuzer (Le Transperceneige) von Jacques Lob, Benjamin Legrand und Jean-Marc Rochette basiert. Es ist der erste englischsprachige Film des südkoreanischen Regisseurs und Drehbuchautors Bong Joon-ho (The Host, Parasite). In Südkorea hatte der Film seine Premiere am 31. Juli 2013. Der deutsche Kinostart war am 3. April 2014.

## Handlung
2014 wurde auf den Beschluss von 79 Ländern damit begonnen, mithilfe des Versprühens eines chemischen Kältemittels namens CW-7 in der oberen Erdatmosphäre die globale Erwärmung zu stoppen (Geoengineering). Das Experiment schlug jedoch fehl und zog stattdessen eine globale Eiszeit nach sich, in der fast alles Leben auf der Erde erfroren ist. 17 Jahre später, im Jahr 2031, ist der Planet immer noch eine leblose Eiswüste. Lediglich etwa dreitausend Menschen haben überlebt und sind auf engstem Raum im Snowpiercer zusammengepfercht, einem überlangen Zug (1001 Waggons), der seit Beginn der Apokalypse als ratternde Arche rund um den Planeten reist und durch ein Perpetuum mobile angetrieben wird. Im Zug herrscht ein strenges Klassensystem. Die erste und zweite Klasse, die je nach Preis für die Tickets mit verschiedenen Vergünstigungen und Luxus versehen sind, die dritte Klasse, welche die arbeitende Klasse darstellt, und die Unterklasse, diejenigen, welche kurz vor der Abfahrt ohne Ticket in den Zug gestiegen sind. Letztere sind im Zugende zusammengepfercht und unter erbärmlichen Bedingungen geknechtet. Ihr einziges Nahrungsmittel sind gelatineartige Proteinbarren. Wegen dieser Zustände hat es in der Vergangenheit bereits Revolten durch die hinteren Zugbewohner gegeben, die jedoch alle fehlschlugen, da es bisher niemand schaffte, „nach vorne“ zu gelangen und die „Maschine“ zu erobern. Nachdem zum wiederholten Male Kinder zur Spitze des Zuges entführt worden sind und erneut einer der Unterdrückten durch eine drakonische Bestrafung einen Arm verloren hat, organisiert der rebellische Curtis mit der Unterstützung des alten Gilliam einen neuen Aufstand. Dabei erhält er von einem unbekannten Informanten geheime Nachrichten auf Zettelchen in Kapseln, so genannte rote Briefe, die in den Proteinbarren versteckt sind.
Die Unterdrückten beginnen, sich durch die einzelnen Zugabteilungen nach vorn zur Maschine vorzuarbeiten, um so die Kontrolle über den Zug zu übernehmen. Da das Wachpersonal durch die vergangenen Aufstände bereits seine gesamte Munition verbraucht hat, können die Menschen vom Zugende zunächst noch relativ leicht die ersten Wachabteile durchbrechen, welche die weiter vorne liegenden Waggons abschirmen. Schließlich gelangen sie in einen Wagen, in dem viele Menschen in Schlafsärgen gefangengehalten werden. Unter ihnen sind der drogensüchtige Namgoong, dessen Aufgabe die Konstruktion der Schließmechanismen der Zugtüren war, und seine 17-jährige Tochter Yona, die den Aufständischen um Curtis und Gilliam nach und nach die nächsten Schotte öffnen können. Zum ersten Mal entdecken sie Fenster nach draußen, wo eine im Eis erstarrte, weiße Welt ohne jegliches Leben zu sehen ist. Sie gelangen über das Abteil der Nahrungsherstellung weiter zur Wasserversorgung. Diese wird jedoch schwer bewacht, und es kommt zum Kampf zwischen den Truppen von Ministerin Mason und den Aufständischen. Als der Snowpiercer in einen langen Tunnel fährt, können die Wachen mit ihren Nachtsichtgeräten in der totalen Finsternis viele Aufständische töten. Erst als vom Zugende Fackeln nach vorne gebracht werden, können sie die Oberhand gewinnen und Curtis schließlich Mason gefangen nehmen; Curtis’ Freund Edgar stirbt jedoch bei den Kämpfen. Die Ministerin öffnet ihnen den Zugang zu den weiter vorne liegenden Abteilen des Zuges, wo sie ein Gewächshaus, ein Aquarium und ein Schlachthaus passieren. Immer deutlicher wird, in welchem Wohlstand die vorderen Zugbewohner leben. Im nächsten Abteil befindet sich eine Schule, in der Kinder unterrichtet werden. Hier sind die entführten Kinder nicht zu finden, aber einer der Schüler weist ihnen den Weg nach „weiter vorne“, wo man sie hingebracht habe. In der Schule zeigt ein Kinderlehrfilm die Geschichte des Snowpiercers, der auf dem vollständig autarken Luxuszug des Industriellen und Zugnarren Mr. Wilford beruht, der eine weltumspannende Eisenbahnstrecke schuf, auf der man in einem Jahr einmal um die Welt fahren konnte. Hier ist der Snowpiercer seit nun 18 Jahren immer noch unterwegs.
Ein Diener verteilt mit einem Rollwagen gekochte Eier als Neujahrsgeschenk, als er und die Lehrerin plötzlich Maschinenpistolen zücken und die Aufständischen niederschießen. Ein Handlanger Masons, Franco, streckt Gilliam nieder, im Gegenzug exekutiert Curtis Mason. In einem der Eier findet Curtis einen roten Brief. Die kleiner werdende Gruppe flüchtet weiter nach vorn durch den Zug und kommt durch weitere Luxusabteile mit einer Bibliothek, Bar und einem Friseursalon. An einer großen Kurve liefern sich Curtis und Franco ein Feuergefecht quer über den Durchmesser des Bogens durch die Zugfensterscheiben hindurch. In einem Saunawaggon kann Franco schließlich unter großen Opfern besiegt werden. Nur noch Curtis, Namgoong und Yona arbeiten sich im Zug weiter nach vorn durch eine Diskothek, bis sie schließlich vor dem verschlossenen Schott zu Wilford und der Maschine stehen. Namgoong will dieses aber nicht öffnen. In seinem Frust schlägt Curtis auf Namgoong ein. Als beide zur Ruhe kommen, erzählt Curtis seine Geschichte: Als die Flüchtlinge den Zug bestiegen hatten, gingen ihnen rasch Wasser und Nahrung aus. Nach kurzer Zeit griff der Kannibalismus um sich. Curtis kidnappte das Baby Edgar, um es zu verspeisen, und tötete dabei dessen Mutter, als Gilliam seinen Arm abschnitt und als Nahrung anbot, um das Kind zu retten. Erst einige Zeit später machte Wilford Proteinblöcke verfügbar. Durch die chaotischen und erbärmlichen Umstände im Zugende war Curtis auf Rache aus und fest entschlossen, Wilford zu töten.
Namgoong erklärt, dass der Snowpiercer jedes Jahr ein Flugzeugwrack passiert, das jedes Mal von weniger Schnee bedeckt wird. Daraus schließt er, dass die Erde sich langsam erwärmte und ein Überleben draußen wieder möglich sein könnte. Er schlägt vor, die Tür nach draußen zu sprengen, wird aber von Wilfords Assistentin Claude angeschossen, die Curtis zu einem Abendessen mit Wilford einlädt. Wilford begrüßt Curtis freundlich und erklärt ihm, wie er versucht, das Gleichgewicht innerhalb des Zuges zu wahren, indem er die Maschine wartet und immer wieder die Bewohner dezimiert, wenn diese zu zahlreich werden. Wilford behauptet auch, dass Gilliam die ganze Zeit über sein heimlicher Verbündeter und engster Freund war. Beide hätten den Aufstand gemeinsam geplant, um eine Dezimierung der Zugbewohner zu erreichen. Als Beweis offenbart sich Wilford als Curtis’ geheimer Informant und gibt ihm eine der Kapseln mit einem roten Brief, die er in den Proteinblöcken versteckt hatte. Da bei diesem Aufstand mehr Verluste der vorderen Zugbewohner zu beklagen waren als erwartet, sei Wilford nichts anderes übriggeblieben, als Gilliam durch Franco exekutieren zu lassen. Weil er selbst alt wird, will er, dass Curtis sein Nachfolger wird und sich an seiner Stelle um die letzten Überlebenden der Menschheit kümmert.
Währenddessen kämpfen Yona und Namgoong mit weiteren Zugbewohnern und dem zurückgekehrten Franco. Als Yona den Boden der Maschine öffnet, entdecken sie, dass Wilford Kinder benutzt, um die ausfallenden Teile der Maschine zu ersetzen. Curtis schlägt Wilford daraufhin nieder und opfert seinen Arm, um eines der Kinder, Timmy, zu befreien. Yona bringt den Sprengsatz zur Zündung, und Namgoong und Curtis opfern sich, um Yona und Timmy vor dem Feuer der Explosion zu schützen. Die Explosion löst auf dem Hang oberhalb des Zuges eine Lawine aus, die auf den Snowpiercer prallt und ihn entgleisen lässt. Yona und Timmy verlassen als einzige Überlebende den zerstörten Zug. Als sie sich im vereisten Gebirge umsehen, sehen sie in der Nähe einen Eisbären: Namgoong hatte mit seiner Vermutung recht, ein Überleben im Freien scheint wieder möglich.

## Hintergrund
- Die Produktionskosten betrugen 40 Mio. US-Dollar.[2]
- Die Dreharbeiten fanden in Prag und am Hintertuxer Gletscher in Tirol statt.[3]
- Der Inhaber der Nordamerika-Rechte, Harvey Weinstein, fand die Ur-Fassung für das US-Publikum „zu intelligent“.[4] Bong weigerte sich aber, für die US-Veröffentlichung eine um 20 Minuten gekürzte Version zu wählen, zumal bereits im Juli 2013 die gekürzte Version vor einem Testpublikum in New Jersey wesentlich schlechter abgeschnitten hatte als die Originalfassung. Schlussendlich kam der Film am 27. Juni 2014 zwar in voller Länge in die Kinos – knapp drei Monate später als in Europa – Weinstein überließ den Kinoverleih jedoch kurzfristig Radius-TWC, womit Snowpiercer zunächst nur in acht ausgewählten Kinos lief und erst zwei Wochen später in 356.
- Snowpiercer wurde in der Sektion Forum der 64. Berlinale (2014) präsentiert.

## Fernsehserie
2018 wollte der amerikanische Fernsehsender TNT ursprünglich die erste Staffel der Fernsehserie Snowpiercer veröffentlichen, eine Adaption des Films und des französischen Comics. Im September 2018 wurde der Veröffentlichungstermin für Juni 2019 angesetzt.
Die Ausstrahlung startete schließlich am 17. Mai 2020. International ist die erste Staffel der Serie seit dem 25. Mai 2020 bei dem Streaming-Anbieter Netflix zu sehen.

## Rezeption

### Kritiken
Rotten Tomatoes zählte 95 % positive Bewertungen mit einem Schnitt von 8,1 von 10 möglichen Punkten. Metacritic errechnete ausgehend von 36 Rezensionen einen Wert von 84 Punkten.

„Für seine erste internationale Produktion überträgt Bong den dystopischen Stoff auf einen glänzend inszenierten Actionfilmplot […] Stark inszenierte Gesellschaftsparabel, die mit greller Plakativität die Chance verspielt, als Klassiker in die Sci-Fi-Annalen einzugehen.“

„Zu einem wirklichen Meisterstück des Action-Kinos macht ‘Snowpiercer’ aber etwas anderes: nämlich die Synthese aus westlicher und asiatischer Kinotradition, die er beherrscht wie derzeit kein anderer. […] Selbst im heftigsten Kampfgefecht drosselt Bong dann das Tempo, spielt mit Licht und Schatten oder verlegt eine Kampfszene komplett ins Dunkle, um sich nur auf die dumpfe Tonspur zu konzentrieren. Ein ziemlich irres Jump’n’Run-Spektakel, als wäre man in einem manisch-depressiven Arcadespiel gelandet.“

### Einspielergebnisse
Snowpiercer spielte bis November 2014 weltweit 86,8 Millionen US-Dollar ein. Etwa zwei Drittel davon stammten aus Südkorea, wo der Film bereits im August 2013 in den Kinos anlief und mit über neun Millionen Zuschauern unter den erfolgreichsten Filmen in Südkorea an elfter Stelle steht. In Deutschland wurde der Film an seinem Startwochenende im April 2014 nur in 88 Kinos gezeigt und landete mit 12.640 Besuchern auf Platz 18 der Kinocharts. Insgesamt spielte er dort in seinen drei Wochen Laufzeit umgerechnet 530.987 US-Dollar ein. Erfolgreicher war Snowpiercer in Frankreich, dem Herkunftsland der Autoren der Comicvorlage. Dort brachte er an den Kinokassen umgerechnet fünf Millionen US-Dollar ein, sogar etwas mehr als in den USA, wo der Film erst Ende Juni 2014 startete.

### Auszeichnungen (Auswahl)
- Asia-Pacific Film Festival 2013 für Ondrej Nekvasil als Bester Ausstatter
- Blue Dragon Award 2013 für Bong Joon-ho als Bester Regisseur
- Daejong-Filmpreis 2013 für den Besten Schnitt